# Miriana Conte
Miriana Conte (17 december 2000) is een Maltese zangeres.

## Biografie
Conte startte haar muzikale carrière in 2017 met haar deelname aan de Malta Eurovision Song Contest, de Maltese preselectie voor het Eurovisiesongfestival. Met Don't look down eindigde ze als zestiende en laatste. Een jaar later werd ze met Rocket twaalfde. Daarna zou het tot 2022 duren eer Conte opnieuw haar kans waagde. Met Look what you've done now werd ze zesde. Twee jaar nadien eindigde ze met Venom op de negende plaats.
In 2025 was het, bij haar vijfde poging, dan eindelijk raak. Met Kant won ze, waardoor ze Malta mag vertegenwoordigen op het Eurovisiesongfestival 2025 in het Zwitserse Bazel.

### Priveleven
Conte haar vader komt uit Italië en is een zakenman
1971: Joe Grech · 
1972: Helen & Joseph · 
1975: Renato · 
1991: Paul Giordimaina & Georgina · 
1992: Mary Spiteri · 
1993: William Mangion · 
1994: Chris & Moira · 
1995: Mike Spiteri · 
1996: Miriam Christine · 
1997: Debbie Scerri · 
1998: Chiara · 
1999: Times Three · 
2000: Claudette Pace · 
2001: Fabrizio Faniello · 
2002: Ira Losco · 
2003: Lynn Chircop · 
2004: Julie & Ludwig · 
2005: Chiara · 
2006: Fabrizio Faniello · 
2007: Olivia Lewis · 
2008: Morena · 
2009: Chiara · 
2010: Thea Garrett · 
2011: Glen Vella · 
2012: Kurt Calleja · 
2013: Gianluca Bezzina · 
2014: Firelight · 
2015: Amber · 
2016: Ira Losco · 
2017: Claudia Faniello · 
2018: Christabelle · 
2019: Michela · 
2021: Destiny Chukunyere · 
2022: Emma Muscat · 
2023: The Busker · 
2024: Sarah Bonnici · 
2025: Miriana Conte